# Nové Dvory (Kutná Hora)
Nové Dvory é uma comuna checa localizada na região da Boêmia Central, distrito de Kutná Hora.